# اتفاقية شيملا

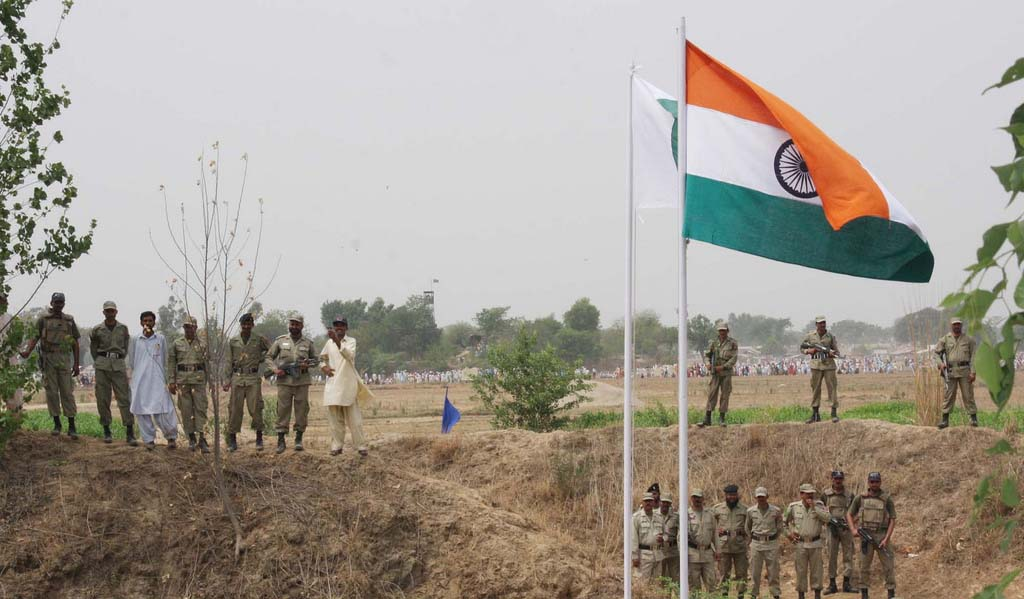
حارس باكستان يقف بالقرب من علمي الهند وباكستان عند خط الصفر على الحدود الدولية

اتفاقية شيملا أو اتفاقية سيملا، كانت معاهدة سلام موقعة بين الهند وباكستان في 2 يوليو 1972 في شيملا، عاصمة ولاية هيماجل برديش الهندية. جاء ذلك في أعقاب الحرب الباكستانية الهندية عام 1971، والتي بدأت بعد تدخل الهند في شرق باكستان كحليف للمتمردين البنغاليين الذين كانوا يقاتلون ضد القوات الحكومية الباكستانية في حرب تحرير بنغلاديش. أثبت التدخل الهندي أنه حاسم في الحرب وأدى إلى انفصال شرق باكستان عن اتحادها مع غرب باكستان وظهور دولة بنغلاديش المستقلة.
تم تحديد الغرض الرسمي للمعاهدة ليكون بمثابة وسيلة لكلا البلدين «لوضع حد للنزاع والمواجهة التي شوهت العلاقات بينهما حتى الآن» ولتصوُّر الخطوات التي يجب اتخاذها لمزيد من تطبيع العلاقات بين الهند وباكستان مع وضع المبادئ التي يجب أن تحكم تفاعلاتهم المستقبلية.

## تفاصيل الاتفاقية
تم التوقيع على المعاهدة في شيملا (وتكتب أيضًا «سيملا») في الهند من قبل الرئيس الباكستاني ذو الفقار علي بوتو، ورئيسة وزراء الهند إنديرا غاندي. كما مهدت الاتفاقية الطريق لاعتراف باكستان الدبلوماسي ببنجلاديش. من الناحية الفنية، تم التوقيع على الوثيقة في الساعة 0040 في ليلة 3 يوليو؛ على الرغم من هذه الوثائق الرسمية مؤرخة في 2 يوليو 1972. بعض النتائج الرئيسية لاتفاقية سيملا هي:
- كلا البلدين سوف «يحل خلافاتهما بالطرق السلمية من خلال المفاوضات الثنائية».[8][11][12] أكدت الهند، في كثير من الأحيان، أن نزاع كشمير هو قضية ثنائية ويجب تسويتها من خلال المفاوضات الثنائية وفقًا لاتفاقية سيملا لعام 1972، وبالتالي، نفت أي تدخل من طرف ثالث حتى تدخل الأمم المتحدة.[13]
- حولت الاتفاقية خط وقف إطلاق النار بتاريخ 17 ديسمبر 1971 إلى خط السيطرة (LOC) بين الهند وباكستان وتم الاتفاق على أنه «لن يسعى أي من الجانبين إلى تغييره من جانب واحد، بغض النظر عن الاختلافات المتبادلة والتفسيرات القانونية».[3][5][14] جادل العديد من البيروقراطيين الهنود في وقت لاحق بأنه تم التوصل إلى اتفاق ضمني، لتحويل هذه المنطقة المحلية إلى حدود دولية، خلال اجتماع فردي بين رئيسي الحكومتين. ومع ذلك، نفى البيروقراطيون الباكستانيون أي شيء من هذا القبيل.[9][10] جادلت الهند بهذا التحديد لـ «خط وقف إطلاق النار» الجديد من قبل كلتا الدولتين على أنه يجعل مجموعة المراقبين العسكريين التابعة للأمم المتحدة في الهند وباكستان غير ذات أهمية. وفقًا للهند، كان الغرض من فريق المراقبين هو مراقبة خط وقف إطلاق النار كما هو محدد في اتفاقية كراتشي لعام 1949 والتي لم تعد موجودة. ومع ذلك، لدى باكستان وجهة نظر مختلفة بشأن هذه القضية ولا يزال البلدان يستضيفان بعثة الأمم المتحدة.[13]

ولم تمنع الاتفاقية العلاقات بين البلدين من التدهور إلى حد الصراع المسلح، وآخرها حرب كارجيل عام 1999. في عملية ميغدوت لعام 1984، استولت الهند على منطقة نهر سياشين الجليدي الوعرة حيث لم يتم تحديد الحدود بوضوح في الاتفاقية (ربما لأن المنطقة كانت قاحلة جدًا بحيث لا يمكن أن تكون مثيرة للجدل)؛ واعتبر هذا انتهاكًا لاتفاقية شيملا من قبل باكستان. كانت معظم الوفيات اللاحقة في صراع سياشن من الكوارث الطبيعية، مثل الانهيارات الجليدية في 2010 و2012 و2016.

## النص
اتفاقية شيملا بشأن العلاقات الثنائية بين الهند وباكستان، وقعتها رئيسة الوزراء إنديرا غاندي، ورئيس باكستان  ذو الفقار بوتو، في شيملا في 2 يوليو 1972.

## اتفاقية دلهي
اتفاقية دلهي بشأن إعادة الحرب والمعتقلين المدنيين إلى أوطانهم هي اتفاقية ثلاثية بين الدول المذكورة أعلاه، تم التوقيع عليها في 28 أغسطس 1973. ووقع الاتفاقية كمال حسين وزير خارجية حكومة بنجلاديش وسردار سواران سينغ وزير خارجية الهند وعزيز أحمد وزير الدولة للدفاع والشؤون الخارجية في حكومة باكستان.

## روابط خارجية
- الوثيقة الرسمية لاتفاقية شيملا